# 軍事參議院 (國民政府)
国民政府军事参议院是中华民国在大陆时期的最高军事咨议机关。

## 历史
1928年10月18日国民党中央执行委员会常务委员会决定南京国民政府创立五院的同时撤销军事委员会，将其所管事务分别移交军政部、参谋本部、训练总监部、军事参议院办理。
设院长、副院长各1人，参议90-180人(其中上将参议限25人，中将参议限50人)、咨议60-150人，副官室、战略研究室、军事厅（设编纂、调查2科，1931年3月撤销，1932年5月重设）厅长周维寅、总务厅（设文书、管理2科）厅长厉尔康/1946年1月14日裴存藩。直辖机构有陆军研究会、海军研究会、空军研究会及国防研究会。
1938年1月17日该院正式改隶国民政府军事委员会。信箱代号16号。1938年迁綦江县东溪镇办公，院部设在“陈家祠堂”，即双桂园。军事参议院副院长张钫书写“义门世家”四字于门楣，义门乃江西陈氏一家千余口聚居特赐“门望”，并书写门联：“乃安斯寝，莫之与京”，意在此安心生活居住，跟京城没有两样。李子坝原址改为城内办事联络机构。
1946年5月底从綦江县东溪镇复员迁京，6月底抵达。1946年6月，國民政府軍事委員會改组为国防部，军事参议院暂隶于國民政府。1946年11月，国民政府决定设立战略顾问委员会，军事参议院同时被裁撤。1947年3月底，军事参议院被撤销，改为国民政府战略顾问委员会。何应钦任主任，龙云任副主任。1948年3月23日《中華民國總統府組織法》第二十五條“總統府設國策顧問委員會及戰略顧問委員會，其組織均另以法律定之。”

## 历任院长副院长
院长（1928年-1947年）
1. 李宗仁(1929年1月5日-1929年3月)
2. 唐生智(1929年5月22日-1929年12月)
3. 张景惠(1931年5月-1931年6月13日)
4. 张翼鹏(1931年12月30日-1934年12月7日代理)
5. 陈调元(1934年12月-1943年12月18日病亡)
6. 李济深(1943年12月31日-1945年10月2日)
7. 龙云(1945年10月15日-1946年11月)

副院长（1934年设立）
- 鲁涤平（1934年12月-1935年1月31日）
- 王樹常（1935年1月31日-1944年3月）
- 张钫（1938年2月1日-）
- 于学忠（1944年3月31日-）

## 组织法规
- 《国民政府军事参议院条例》（1928年11月22日）[4]
- 《军事参议院组织法》（1932年4月18日）
- 《军事参议院院务行政会议规则》（1932年7月15日）
- 《军事参议院院务规程》（1932年7月15日）

## 军事参议院旧址
重庆国民政府军事参议院旧址位于重庆市渝中区李子坝正街61号
綦江东溪国民党军事委员会参议院办公旧址，至今保存完好。2006年5月21日，国民党中央军事参议院旧址列为綦江县级文物保护单位。  